# Mieczyk Hellera

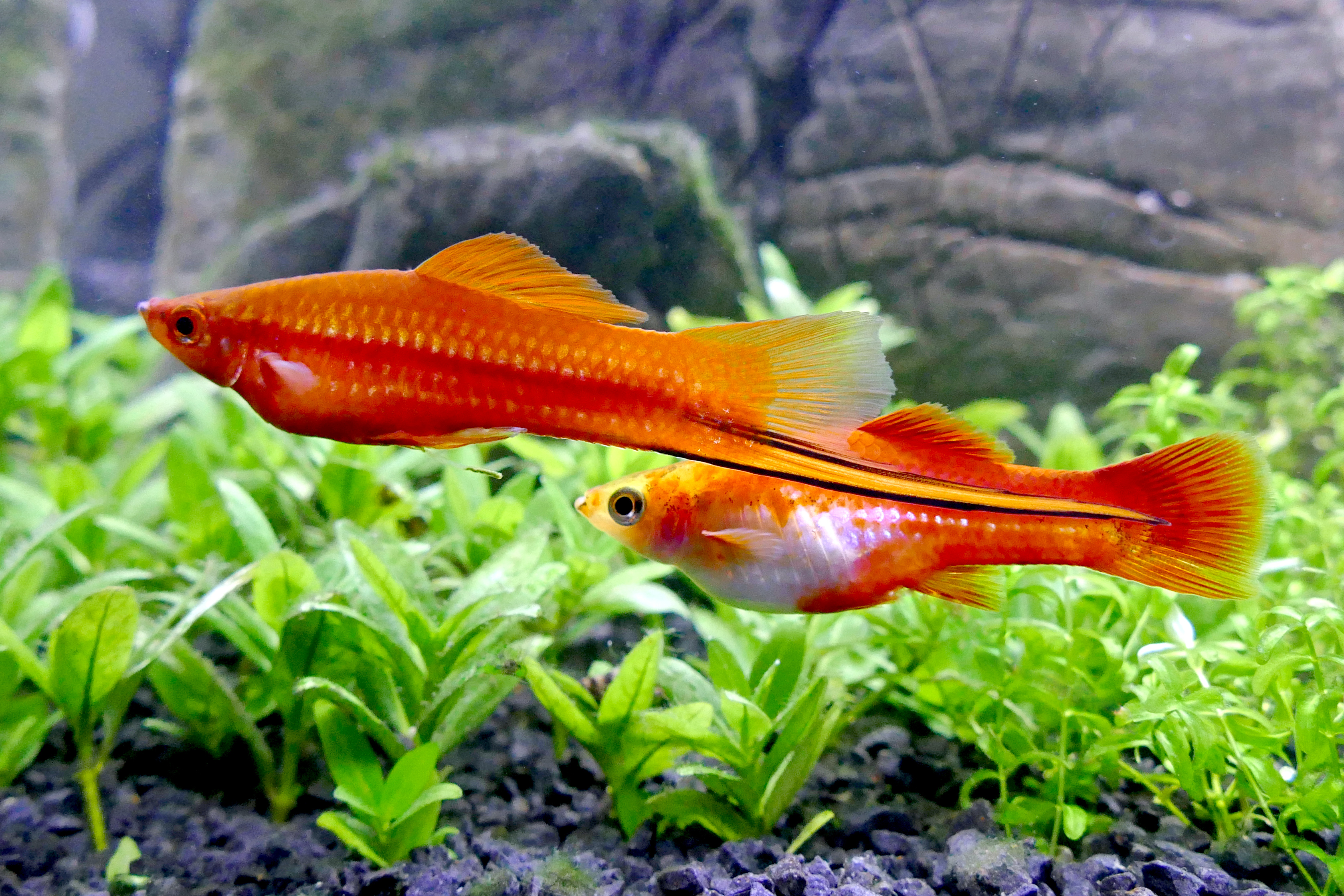
Czerwona odmiana hodowlana, uzyskana drogą selekcji, samiec i samica

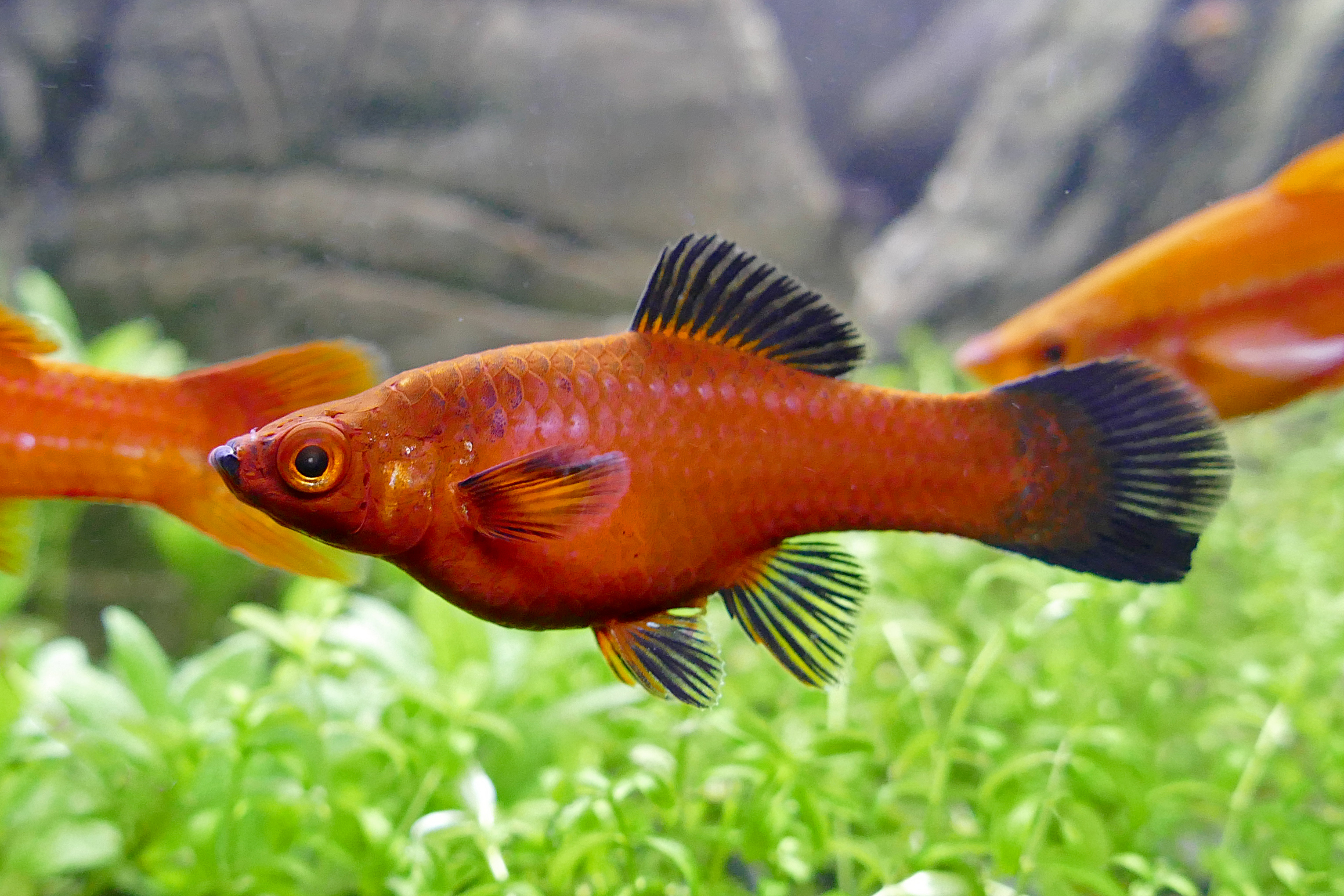
Czerwona odmiana hodowlana z czarnymi płetwami, tzw. wagtail

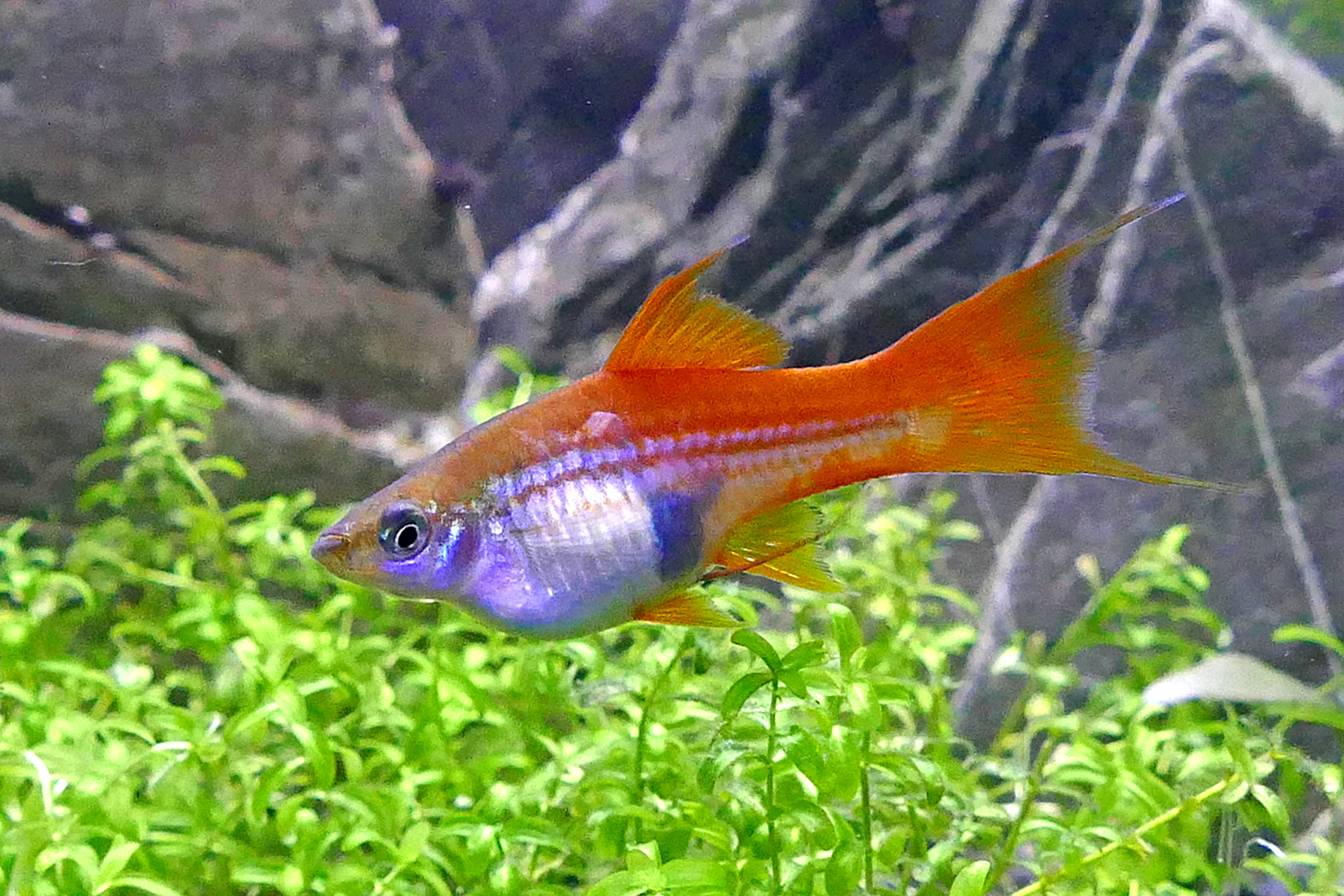
Odmiana hodowlana widlasta, ciężarna samica

Mieczyk Hellera, mieczyk zielony (Xiphophorus hellerii) – gatunek słodkowodnej ryby z rodziny piękniczkowatych (Poeciliidae), jedna z najdawniej hodowanych i najpopularniejszych ryb akwariowych, przodek wszystkich odmian hodowlanych. Wykorzystywany w badaniach genetycznych oraz w medycynie – w badaniach naukowych nad nowotworami.

## Występowanie
Południowy Meksyk, Honduras, Gwatemala.
Jako popularna ryba akwariowa był introdukowany w różnych miejscach. On lub jego hybrydy bywa porzucany m.in. w miejskich stawach w Polsce. Jest uznany za gatunek inwazyjny w niektórych stanach USA, w tym na Hawajach, Bahamach, Izraelu, Hongkongu i Australii. Od drugiej dekady XXI w. jego trwała populacja istnieje w Bułgarii.

## Cechy gatunku
Naturalna forma jest koloru szarozielonego z biegnącą wzdłuż ciała zygzakowatą, karminową linią boczną. W hodowli istnieje wiele barwnych odmian (np: czerwona, pomarańczowa, czarna, berlińska, wagtail, ananas, kohaku) uzyskanych drogą kierunkowej selekcji oraz krzyżowaniem ze zmienniakiem plamistym.
Samczyk, smuklejszy od nieco większej samiczki, posiada charakterystyczny ogon w kształcie miecza (stąd nazwa) oraz gonopodium umożliwiające zapłodnienie wewnętrzne. Niektóre samce później dojrzewają płciowo od innych, "miecz" i gonopodium wyrasta po dłuższym okresie wzrostu ryby. Do tego czasu bywają mylone z samicami.
Wielkość : Forma naturalna ma przeciętnie około 3 cm długości całkowitej. Największe okazy osiągają do 16 cm. Formy hodowlane osiągają od 3,5 do 18 cm.

### Zmiana płci
W hodowlach amatorskich zaobserwowano, że mieczyki Hellera mają zdolność do zmiany płci. Zjawisko to zostało opisane naukowo, po raz pierwszy w 1926 (Essenberg, Harms), przez wielu badaczy było kwestionowane, ostatecznie potwierdzone w 1980. Takie ryby współcześnie uważa się za późno dojrzewające samce.

## Hodowla
Gatunek ten został wprowadzony do hodowli w 1909. Jest to ryba wymagająca co do czystości wody i wielkości akwarium. Zbiornik maksymalnie duży, minimum 100 l (w małych akwariach silnie karłowacieje i rozwija się nieprawidłowo), optymalna temperatura 24 °C – 28 °C, zalecane pH 7–7,5. Wodę należy silnie filtrować i podmieniać cotygodniowo do 20% zawartości akwarium.  Lubi gęsto zarośnięte akwaria z pozostawioną wolną przestrzenią do pływania. Samczyki są agresywne wobec innych samców tego samego gatunku. Nie należy trzymać dwóch samców w jednym akwarium, gdyż silniejszy zamęczy słabszego doprowadzając do jego śmierci, dlatego należy trzymać 3–4 samczyki podobnej wielkości, aby agresja rozłożyła się równomiernie.
Pokarm: Chętnie poluje na żywe larwy komarów, ochotka i wodzień, mniejsze żywe dafnie, również na narybek, mrożona ochotka i mrożony wodzień. Pokarmy płatkowe roślinne i suszone dafnie.

### Rozmnażanie
Jeżeli tylko utrzymane są odpowiednie parametry wody, rozmnażanie tego gatunku nie sprawia kłopotów, choć racjonalna hodowla wymaga czasu, cierpliwości oraz znajomości zasad dziedziczenia. Mieczyki są rybami jajożyworodnymi, samice nie składają ikry, lecz rodzą w pełni ukształtowane młode, gotowe do samodzielnego życia. Do rozmnażania odpowiednia jest nieco wyższa temperatura wody ok. 26 °C. Zapłodnienie ma charakter wewnętrzny, samiec dokonuje go za pomocą płetwy odbytowej przekształconej w gonopodium. Tuż przed samym porodem dobrze jest umieścić samicę w specjalnym kotniku akwarystycznym (zanurzanej w zbiorniku plastikowej klatce). W ten sposób narybek zostanie uchroniony przed zjedzeniem przez matkę lub starsze osobniki (kotnik nie jest niezbędny, jeśli w akwarium jest bardzo dużo roślin i mało ryb, ale i tak nawet wówczas trzeba się liczyć ze stratą dużej części młodych). Ciąża trwa 4–5 tygodni, duża samica rodzi od 70 do nawet 250 młodych. Młode karmić jak dorosłe, ale podawać bardziej rozdrobniony pokarm. Zapewnić dobre filtrowanie i napowietrzanie wody, chroniące młode przed infekcjami bakteryjnymi.